# Diyarbakır
Diyarbakır (kurdsky a aramejsky ئامه‌د, Amed; řecky Amida) je město v Turecku, ležící na březích řeky Tigris v severní Mezopotámii. Včetně všech předměstí, kde žije asi půl milionu lidí, má Diyarbakır 1 244 273 obyvatel (2005) – převážně Kurdů. Město bývá někdy zváno Paříží Východu; je hlavním městem stejnojmenné provincie.

## Historie

### Středověk
V době vlivu Římské a Byzantské říše neslo město řecký název Amida, po oslabení Východodořímské říše, v roce 638 město dobyl arabský islámský vojevůdce z kmene Bakr (Bakr ibn Wa'il) – odtud i název města: dijár Bakr („Bakrovo území“).

### Novověk
Ve 20. století došlo v Diyarbakıru k velkým změnám. Během první světové války došlo k velké změně složení obyvatelstva. Zmizely velmi dlouho usídlené menšiny Syřanů a Arménů. Na konci války bylo město obsazeno francouzskými vojsky. Několik let po vyhlášení republiky zde došlo k velkému povstání Kurdů proti Kemalovi Atatürkovi. Přestože skončilo, stále zde docházelo k občasným potyčkám mezi Kurdy a Turky. Roku 1984 dokonce vypukla guerillová válka, město se stalo centrem PKK (Kurdské strany pracujících). Válka způsobila prudký nárůst obyvatel, protože vesničané se sem přistěhovávali za vidinou lepší bezpečnostní situace. V 90. letech tu sídlil Turecký Hizballáh, hnutí jehož cílem bylo vytvořit Islámský stát Kurdistán. Jeho cílem různých útoků byli většinou příslušníci křesťanské komunity.[zdroj⁠?!] Teprve až po roce 2004 je Diyarbakır konečně bezpečným městem.[zdroj⁠?!]

## Významné stavby
Město je obklopené hradbami, postavenými poprvé už v roce 297. Jejich délka je 5,5 km a tvoří tak kruh kolem centra města. Ve městě se nachází kromě historického jádra i velké množství středověkých mešit a medres, nejvýznamnější z nich je Ulu Cami - Velká mešita z 11. století a Kale Camii – Hradní mešita z 12. století. V Diyarbakıru se také nachází pravoslavný kostel Meryemana, postavený už v 1. století, dodnes funkční. Město je známé velmi živými pouličními trhy.